# HMS Princess Amelia (1757)
HMS Princess Amelia (1756) — 80-пушечный британский линейный корабль 3 ранга. Заказан 25 апреля 1751 года. Спущен на воду 7 марта 1757 года в Вулвиче. Достроен 16 мая 1757 года Израэлем Пауналлом. Третий корабль Королевского флота, названный в честь принцессы Амелии.
Последний корабль, сразу строившийся как 80-пушечный, а не результат переделок. В марте 1751 года Адмиралтейство приказало заложить «новый 80-пушечный, вместо HMS Norfolk». Но 25 апреля последовал новый приказ: строить «по чертежам уложения, с некоторыми вариациями оных, но строго соблюдая основные размерения, установленные 27 марта 1746», и назвать новый корабль Norfolk. Именно в тот день были одобрены чертежи Эллина. 1 ноября 1755 года корабль был переименован в Princess Amelia, а название Norfolk передано новому 74-пушечному.

## Служба

### Семилетняя война
Вступил в строй в марте 1757 года, капитан Самуэль Грейвз; позже капитан Стивен Колби (англ. Stephen Colby), флагман контр-адмирала Томаса Бродерика; сентябрь, экспедиция на Рошфор; октябрь, с флотом Хока.
1758 — январь, капитан Джон Брэй (англ. John Bray); под брейд-вымпелом капитана Филипа Дюрелла (англ. Philip Durell); 23 февраля ушёл в Северную Америку; 8 июля флагман теперь уже контр-адмирала Дюрелла; был при осаде Луисбурга.
1759 — был при взятии Квебека.
1760 — Западная эскадра; позже капитан Джон Монтегю (англ. John Montagu), с флотом Хока.
1761 — под Брестом.
1762 — июль, капитан Ричард Хау, флагман принца Эдварда Августа (герцога Йоркского); летом с флотом Хока; осенью с флотом Харди.

### Межвоенные годы
Средний ремонт в Портсмуте с июня 1764 по апрель 1765 года.
1771 — введён в строй в январе, капитан Самуэль Маршалл (англ. Samuel Marshall), флагман вице-адмирала Родни; апрель, оснащение в Портсмуте; 3 июня ушёл на Ямайку.
1773 — капитан Эндрю Баркли (англ. Andrew Barkley); в сентябре выведен в резерв.

### Американская революционная война
1776 — декабрь, введён в строй, капитан Дигби Дент (англ. Digby Dent); с ноября оснащение в Портсмуте по апрель 1777 года.
1778 — флагман, адмирал сэр Томас Пай (англ. Thomas Pye); Портсмут.
1779 — июль-август, малый ремонт и оснащение в Портсмуте; назначен во Флот Канала; капитан Джордж Уолтерс (англ. George Walters).
1780 — капитан Джон Макартни (англ. John Macartney), обшивка медью и ремонт в Портсмуте.
1781 — Западная эскадра; 5 августа с эскадрой Хайд-Паркера был при Доггер-банке. Потери Princess Amelia составили 19 убитых, в том числе капитан Макартни и пушкарь, и 56 раненых, в том числе лейтенанты Хилл (англ. Hill), Смит (англ. Smith) и Леггер (англ. Legger); август(?) капитан Билли Дуглас (англ. Billy Douglas), по-прежнему в Западной эскадре.
1782 — капитан Джон Рейнольдс (англ. John Reynolds), под флагом контр-адмирала Ричард Хьюза; с флотом лорда Хау сопровождал конвой для снятия осады с Гибралтара, был у мыса Спартель; с Хьюзом ушёл в Вест-Индию.
1783 — выведен в резерв и рассчитан в июле.

### Конец службы
1788 — апрель-август, переделан в плавучий лазарет в Чатеме; ноябрь, передан таможне и исключён из списков флота. 1789-1818 годы провёл как карантинное судно.
1818 — 24 марта прибыл в Ширнесс из Стангейт-крик. Продан 11 июня 1818 года.